# Sianów
Sianów là một thị trấn thuộc huyện Koszaliński, tỉnh Zachodniopomorskie ở tây-bắc Ba Lan. Thị trấn có diện tích 16 km². Đến ngày 1 tháng 1 năm 2011, dân số của thị trấn là 6555 người và mật độ 413 người/km².